# Bad Reputation (Thin Lizzy)
Bad Reputation è l'ottavo album dei Thin Lizzy, pubblicato nel 1977.

## Tracce
1. Soldier of Fortune (Lynott) – 5:18
2. Bad Reputation (Downey, Gorham, Lynott) – 3:09
3. Opium Trail (Downey, Gorham, Lynott) – 3:58
4. Southbound (Lynott) – 4:27
5. Dancing in the Moonlight (It's Caught Me in Its Spotlight) (Lynott) – 3:26
6. Killer Without a Cause (Gorham, Lynott) – 3:33
7. Downtown Sundown (Lynott) – 4:08
8. That Woman's Gonna Break Your Heart (Lynott) – 3:25
9. Dear Lord (Gorham, Lynott) – 4:26

## Formazione
- Brian Robertson – chitarre
- Scott Gorham – chitarre
- Brian Downey – batteria, percussioni
- Phil Lynott – basso, voce, chitarra acustica